# Friedrich Prinz
Friedrich Prinz (ur. 17 listopada 1928 r. w Děčínie; zm. 27 września 2003 r.) – niemiecki historyk.
Friedich Prinz studiował w Pasawie. Studia ukończył w 1955 r., habilitował się w 1964 r. Od 1976 r. był profesorem historii średniowiecznej na uniwersytecie w Monachium. Jego zainteresowania naukowe koncentrowały się wokół historii ziem czeskich, Bawarii i dziejów wczesnego średniowiecza. W Polsce ukazała się jego praca Niemcy narodziny państwa. Celtowie, Rzymianie, Germanie (Warszawa 2007).

## Publikacje
- Hans Kudlich. (1823–1917). Versuch einer historisch-politischen Biographie (= Veröffentlichungen des Collegium Carolinum. Band 21, ISSN 0530-9794). Lerche, München 1962.